# سلمیه
شهر سلمیه (به عربی: سلمیة) در حماه در کشور سوریه واقع شده‌ است. جمعیت این شهر ۹۸٫۵۹۵ نفر است.
این شهر شهری مقدس برای اسماعیلیان است زیرا مقبره ۴ تن از امامان مستور اسماعیلی در این شهر قرار دارد و همچنین مقبره رشید الدین سینان فرمانده اسماعیلیان در جنگ های صلیبی نیز در این شهر قرار دارد.